# A64高速公路
A64高速公路是法国的一条高速公路，全长277千米，于1977年建成通车。A64始于Briscous，终于图卢兹，与A641、A65、A645、A620高速相连。A64也是欧洲E80公路和欧洲E9公路的一部分。